# 東川村 (新潟県)
東川村（ひがしかわむら）は、かつて新潟県東蒲原郡にあった村である。

## 沿革
- 1889年（明治22年）4月1日 - 町村制施行に伴い、東蒲原郡三宝分村、小手茂村、三方村、七名村、大倉村、東山村が合併して発足。
- 1954年（昭和29年）12月1日 - 東蒲原郡上条村、西川村と合併し、上川村となり消滅。